# 假山龙眼
假山龙眼（学名：Heliciopsis henryi）为山龙眼科假山龙眼属下的一个种。

## 扩展阅读
- 維基物種上的相關：假山龙眼